# Araneus prospiciens
Araneus prospiciens este o specie de păianjeni din genul Araneus, familia Araneidae. A fost descrisă pentru prima dată de Thorell, 1890. Conform Catalogue of Life specia Araneus prospiciens nu are subspecii cunoscute.